# Time Is Money (Bastard)
Time Is Money (Bastard) – minialbum amerykańskiego zespołu Swans, wydany w 1986 roku przez K.422. W 1987 roku wszystkie utwory dołączono do wersji CD albumu Greed (jeden z nich znalazł się również na kompilacji Greed / Holy Money z 1992 roku i jej późniejszych wydaniach).
Muzykę na singlu skomponowali wszyscy członkowie zespołu, teksty napisał Michael Gira.

## Lista utworów
Dane według Discogs:
| Nr | Tytuł utworu                    | Długość |
| -- | ------------------------------- | ------- |
| 1. | „Time Is Money (Bastard)”       | 5:40    |
| 2. | „Sealed in Skin”                | 6:09    |
| 3. | „Time Is Money (Bastard)” (Mix) | 7:06    |
|    |                                 | 18:55   |

## Twórcy
- Michael Gira – śpiew, taśmy, sample
- Jarboe – śpiew
- Norman Westberg – gitara elektryczna
- Harry Crosby – gitara basowa
- Ronaldo Gonzalez – perkusja

Strona A odtwarzana jest z prędkością 33 ⅓ RPM, zaś strona B – 45 RPM.